# Ana Eufrozina
Ana Eufrozina Anđelina bila je bizantska princeza (carevna) iz dinastije Angela, kći cara Izaka II. Anđela.
Njezina je majka bila carica Irena (Herina) Paleolog ili carica Margareta Arpadović.
Anina je sestra bila Irena Anđelina.
Ana Helena se udala za velikog kneza Romana od Rusa (Роман); njihovi su sinovi bili Danilo Romanovič Galickij (Данило Романович Галицький) i Vasilko Romanovič.
Nakon smrti, Ana je pokopana u crkvi sv. Joakima i Ane, koji su prema tradiciji roditelji Marije, Isusove majke.